# Музей изобразительных искусств имени семьи Невзоровых
Музей изобразительных искусств имени семьи Невзоровых (каз. Невзоровтар отбасы атындағы бейнелеу өнері мұражайы) — музей в Семее. Основан в 1985 году, в настоящее время является одним из крупнейших в Казахстане собраний художественных ценностей. Музей расположен в комплексе зданий, самое старое из которых было построено в 1870-х годах купцом первой гильдии Фёдором Степановым.

## История
В 1988 году семья Невзоровых (Юлий Владимирович, его супруга Антонина Михайловна и дочь Юлия Юльевна) передала музею в дар более 500 произведений русского, советского и зарубежного искусства. Эта коллекция ведёт своё начало с середины XIX века — Ю. В. Невзоров получил в наследство собранные его отцом и дедом произведения искусства, существенно обогатил и приумножил коллекцию. В течение многих лет он изучал и систематизировал свою коллекцию, передав все накопленные сведения музею, что сильно способствовало научно-исследовательской работе.
Незадолго до развала СССР, в 1990 году из Московского Государственного музея изобразительных искусств им. А.С. Пушкина было передано несколько произведений западно-европейского искусства. По состоянию на 2023 год эти произведения не возвращены назад в Россию.
В 1991 году музею было присвоено имя семьи Невзоровых. В 1995 году Ю. В. Невзоров был награждён орденом «Парасат» за большой вклад в развитие культуры Казахстана.

## Коллекция
В фондах музея хранится более 3600 произведений искусства. Основой экспозиции является коллекция произведений русского искусства конца XVIII — начала XX века. Раздел изобразительного искусства Казахстана (более тысячи экспонатов) представлен произведениями Салихитдина Айтбаева, Айши Галимбаевой, Гульфайрус Исмаиловой, Сергея Ивановича Калмыкова, Абылхана Кастеева, Леонида Павловича Леонтьева, Евгения Матвеевича Сидоркина,  Абрама Марковича Черкасского и др. Имеется небольшой отдел западноевропейской живописи и графики конца XVI — начала XX века. Также экспонируются произведения искусства стран СНГ двадцатого века: Средней Азии, Грузии, Армении, Белоруссии и др.

### Избранные произведения
- Айтбаев С. А. — «Девочка у юрты»
- Акимов И. А. — «Преподношение скипетра»
- Алексеев Ф. Я. — «Вид города Флоренции»
- Богданов-Бельский Н. П. — «Портрет Христины Яковлевны Вельц», «Портрет Франца Августиновича Вельца»
- Боголюбов А. П. — «Вид Венеции (Дворец дожа)»
- Брюллов К. П. — «Дафнис и Хлоя»
- Бялыницкий-Бируля В. К. — «Грусть осенних дней»
- Васильев Ф. А. — «Приближение грозы»
- Венецианов А. Г. — «Гадание на картах», «Портрет ребёнка из семьи Фонвизиных»
- Волков Е. Е. — «Мельница. Серое утро»
- Галимбаева А. Г. — «Поющие девушки»
- Ге Н. Н. — «Портрет А. Г. Данильчина»
- Грицай А. М. — «Летний сад. Ленинград»
- Зальцман П. Я. — «У мазаров»
- Иванов С. В. — «Оборона Москвы от орд хана Токтамыша 23 октября 1382 года»
- Исмаилова Г. М. — «Эскиз костюмов к опере П. И. Чайковского „Иоланта“»
- Калам А. — «Альпийский пейзаж»
- Калмыков С. И. — «Пейзаж»
- Касаткин Н. А. — «Женский портрет»
- Кастеев А. — «Горный пейзаж»
- Киселёв А. А. — «На пруду»
- Клевер Ю. Ю. — «Пейзаж»
- Коровин К. А. — «Дача. Летом», «В поле»
- Костанди К. К. — «Индюки»
- Крамской И. Н. — «Портрет В. И. Анненковой»
- Крендовский Е. Ф. — «Дети Ширинских-Шихматовых»
- Куинджи А. И. — «Вечер. Закат солнца над Днепром»
- Лагорио Л. Ф. — «Солнечная долина»
- Лебедев М. И. — «Пейзаж с воротами к остерии»
- Левитан И. И. — «Альпийский пейзаж с пирамидальной сосной»
- Леонтьев Л. П. — «Натюрморт с рыбой»
- Мещерский А. И. — «Старый баркас»
- Перов В. Г. — «Сцена на паперти»
- Саврасов А. К. — «Зима в деревне»
- Сидоркин Е. М. — «Жибек и Тулеген», «Турсун-аже», «Портрет мастера», «Портрет столяра» и др.
- Тропинин В. А. — «Старуха, стригущая ногти»
- Фальк Р. Р. — «Обнажённая»
- Черкасский А. М. — «В парке»
- Шишкин И. И. — «Зима в лесу»
- Шилов А. М. — «Непобедимый»
- Щедрин С. Ф. — «Вид в окрестностях Неаполя при закате солнца»